# Maria Scherer (Politikerin)
Maria Scherer (* 11. November 1902 in Mannheim; † 16. April 1981 ebenda) war eine deutsche Politikerin (CDU). Sie war 1952 für drei Monate Mitglied im Landtag von Württemberg-Baden.

## Leben
Scherer stammte aus einer kinderreichen und christlich geprägten Familie. Sie absolvierte nach der Volksschule in Mannheim eine Lehre zur Damenschneiderin und war ab 1919 in diesem Beruf tätig. Sie war seit der Jugend gesellschaftspolitisch aktiv. So war sie 1917 im Vorstand der Jugendgruppe der Marianischen Jungfrauenkongregation. 1924 war sie Vorsteherin des katholischen Arbeiterinnen- und Handwerkerinnenvereins von Mannheim-West, anschließend Bezirksleiterin von Mannheim und Nordbaden.

## Politische Tätigkeit
Sie wurde Mitglied beim Zentrum und gehörte dem Mannheimer Vorstand an. Nach dem Zweiten Weltkrieg wurde sie Mitglied der CDU, für die sie in den Mannheimer Stadtrat einzog, dem sie bis 1975 angehörte.  1948 wurde sie in den Landesvorstand der CDU Nordbaden gewählt, bis 1951 war sie stellvertretende Landesvorsitzende. Ab 1948 war sie im Vorstand der Frauenarbeitsgemeinschaft der CDU und ab 1950 Ausschussmitglied der Soforthilfe in Karlsruhe. 1952 rückte sie als Abgeordnete in den Landtag von Württemberg-Baden nach, bis dieser am 17. Mai 1952 aufgelöst wurde.

## Ehrungen
Scherer wurde 1968 mit dem Bundesverdienstkreuz am Bande und 1976 mit dem Ehrenring der Stadt Mannheim ausgezeichnet. Die Mannheimer Caritas benannte nach ihrem Tod ein Seniorenzentrum nach ihr.